# Barringtonia ashtonii
Barringtonia ashtonii là một loài thực vật có hoa trong họ Lecythidaceae. Loài này được Payens mô tả khoa học đầu tiên năm 1968.